# Ambiga Sreenevasan
Ambiga Sreenevasan est une avocate malaisienne qui agit pour les droits de l'homme. De 2007 à 2009, elle est la présidente du barreau malaisien (en) et l'ancienne présidente de Bersih (en), une organisation non gouvernementale qui milite pour des élections libres et équitables. Membre du comité exécutif de l'organisation d' aide aux femmes, elle travaille avec le Comité spécial du barreau pour les droits du peuple Orang Asli.
Elle obtient, le 11 mars 2009, le prix international de la femme de courage. Le 23 septembre 2011, elle est décorée de l'ordre national de la Légion d'honneur. 

## Sources de la traduction
- (en) Cet article est partiellement ou en totalité issu de l’article de Wikipédia en anglais intitulé « Ambiga Sreenevasan » (voir la liste des auteurs).